# 银柳
银柳（学名：Salix argyracea）是杨柳科柳属的植物。分布在俄罗斯以及中国大陆的新疆等地，生长于海拔200米至3,400米的地区，多生于山地云杉林缘或林中空地上，在多處有人工引种栽培。